# 最多セーブ投手 (MLB)
メジャーリーグベースボールで最多セーブ投手（さいたセーブとうしゅ）は1969年から公式記録となった。

## メジャーリーグ
| アメリカン・リーグ                                                                     | アメリカン・リーグ | アメリカン・リーグ | 年度 | ナショナル・リーグ | ナショナル・リーグ | ナショナル・リーグ |
| 選手                                                                                   | 所属チーム | SV                 | 年度 | 選手 | 所属チーム | SV                 |
| -------------------------------------------------------------------------------------- | --- | ------------------ | ---- | --- | --- | ------------------ |
|                                                                                        | |                    | 1876 | ジャック・マニング | ボストン・レッドキャップス | 5                  |
|                                                                                        | |                    | 1877 | カル・マクヴィー | シカゴ・ホワイトストッキングス | 2                  |
|                                                                                        | |                    | 1878 | トム・ヒーリー | プロビデンス・グレイズ →インディアナポリス・ブルース | 1                  |
|                                                                                        | |                    | 1879 | ボビー・マシューズ(1) モンテ・ウォード(1) | プロビデンス・グレイズ | 1                  |
|                                                                                        | |                    | 1880 | リー・リッチモンド | ウースター・ルビーレッグス | 3                  |
|                                                                                        | |                    | 1881 | ボビー・マシューズ(2) | プロビデンス・グレイズ ボストン・レッドキャップス | 2                  |
|                                                                                        | |                    | 1882 | モンテ・ウォード(2) | プロビデンス・グレイズ | 1                  |
|                                                                                        | |                    | 1883 | ジム・ホイットニー スタンプ・ウェードマン | ボストン・ビーンイーターズ デトロイト・ウルバリンズ | 2                  |
|                                                                                        | |                    | 1884 | ジョン・モリル チャールズ・ラドボーン | ボストン・ビーンイーターズ プロビデンス・グレイズ | 2                  |
|                                                                                        | |                    | 1885 | フレッド・フェファー ネッド・ウィリアムソン | シカゴ・ホワイトストッキングス | 2                  |
|                                                                                        | |                    | 1886 | チャールズ・ファーガソン(1) | フィラデルフィア・クエーカーズ | 2                  |
|                                                                                        | |                    | 1887 | マーク・ボールドウィン フレデリック・ファス チャールズ・ファーガソン(2) ボブ・ペティット ビル・ステームマイヤー マイク・ティアナン ラリー・トゥイッチャル ジョージ・バンハルトレン | シカゴ・ホワイトストッキングス インディアナポリス・フージャーズ フィラデルフィア・クエーカーズ シカゴ・ホワイトストッキングス ボストン・ビーンイーターズ ニューヨーク・ジャイアンツ デトロイト・ウルバリンズ シカゴ・ホワイトストッキングス | 1                  |
|                                                                                        | |                    | 1888 | ジョージ・ウッド | フィラデルフィア・クエーカーズ | 2                  |
|                                                                                        | |                    | 1889 | ビル・ビショップ ビル・ソウダース ミッキー・ウェルチ | シカゴ・ホワイトストッキングス ビーンイーターズ / パイレーツ ニューヨーク・ジャイアンツ | 2                  |
|                                                                                        | |                    | 1890 | デーブ・ファウツ キッド・グリーソン ビル・ハッチソン | ブルックリン・ブライドグルームス フィラデルフィア・フィリーズ シカゴ・コルツ | 2                  |
|                                                                                        | |                    | 1891 | ジョン・クラークソン キッド・ニコルズ(1) | ボストン・ビーンイーターズ | 3                  |
|                                                                                        | |                    | 1892 | ガス・ウェイイング | フィラデルフィア・フィリーズ | 3                  |
|                                                                                        | |                    | 1893 | マーク・ボールドウィン トム・コルコロー フランク・ドネリー フランク・ドワイアー トニー・マレーン(1)                                                                                | パイレーツ/ジャイアンツ ピッツバーグ・パイレーツ シカゴ・コルツ シンシナティ・レッズ レッズ / オリオールズ | 2                  |
|                                                                                        | |                    | 1894 | トニー・マレーン(2) | ボルチモア・オリオールズ クリーブランド・スパイダーズ | 4                  |
|                                                                                        | |                    | 1895 | アーニー・ビーム キッド・ニコルズ(2) トム・パロット | フィラデルフィア・フィリーズ ボストン・ビーンイーターズ シンシナティ・レッズ | 3                  |
|                                                                                        | |                    | 1896 | サイ・ヤング(1) | クリーブランド・スパイダーズ | 3                  |
|                                                                                        | |                    | 1897 | ウィン・マーサー キッド・ニコルズ(3) | ワシントン・セネタース ボストン・ビーンイーターズ | 3                  |
|                                                                                        | |                    | 1898 | キッド・ニコルズ(4) | ボストン・ビーンイーターズ | 4                  |
|                                                                                        | |                    | 1899 | サム・リーバー | ピッツバーグ・パイレーツ | 3                  |
|                                                                                        | |                    | 1900 | フランク・キットソン | ブルックリン・スーパーバス | 4                  |
| ビル・ホッファー                                                                       | クリーブランド・ブルーズ                                                                                               | 3                  | 1901 | ビル・ドノバン ジャック・パウェル(1) | ブルックリン・スーパーバス セントルイス・カージナルス | 3                  |
| ジャック・パウェル(2)                                                                  | セントルイス・ブラウンズ                                                                                               | 2                  | 1902 | ビック・ウィリス | ボストン・ビーンイーターズ | 3                  |
| ビル・ディーニーン ジョージ・マリン アル・オース ジャック・パウェル(3) サイ・ヤング(2) | ボストン・アメリカンズ デトロイト・タイガース ワシントン・セネタース セントルイス・ブラウンズ ボストン・アメリカンズ   | 2                  | 1903 | カール・ラングレン ロスコー・ミラー | シカゴ・カブス ニューヨーク・ジャイアンツ | 3                  |
| ケース・パッテン                                                                       | ワシントン・セネタース                                                                                                 | 3                  | 1904 | ジョー・マクギニティ(1) | ニューヨーク・ジャイアンツ | 5                  |
| ジム・ブキャナン                                                                       | セントルイス・ブラウンズ                                                                                               | 2                  | 1905 | クロード・エリオット | ニューヨーク・ジャイアンツ | 6                  |
| チーフ・ベンダー(1) オットー・ヘス                                                     | フィラデルフィア・アスレチックス クリーブランド・ナップス                                                              | 3                  | 1906 | ジョージ・ファーガソン | ニューヨーク・ジャイアンツ | 7                  |
| ビル・ディーニーン トム・ヒューズ エド・ウォルシュ(1)                                  | ボストン/セントルイス ワシントン・セネタース シカゴ・ホワイトソックス                                                  | 4                  | 1907 | ジョー・マクギニティ(2) | ニューヨーク・ジャイアンツ | 4                  |
| エド・ウォルシュ(2)                                                                    | シカゴ・ホワイトソックス                                                                                               | 6                  | 1908 | モーデカイ・ブラウン(1) クリスティ・マシューソン ジョー・マクギニティ(3) | シカゴ・カブス ニューヨーク・ジャイアンツ | 5                  |
| フランク・アーレインズ                                                                 | ボストン・レッドソックス                                                                                               | 8                  | 1909 | モーデカイ・ブラウン(2) | シカゴ・カブス | 7                  |
| エド・ウォルシュ(3)                                                                    | シカゴ・ホワイトソックス                                                                                               | 5                  | 1910 | モーデカイ・ブラウン(3) ハリー・ギャスパー | シカゴ・カブス シンシナティ・レッズ | 7                  |
| チャーリー・ホール エディ・プランク エド・ウォルシュ(4)                                | ボストン・レッドソックス フィラデルフィア・アスレチックス シカゴ・ホワイトソックス                                     | 4                  | 1911 | モーデカイ・ブラウン(4) | シカゴ・カブス | 13                 |
| エド・ウォルシュ(5)                                                                    | シカゴ・ホワイトソックス                                                                                               | 10                 | 1912 | スリム・サリー(1) | セントルイス・カージナルス | 6                  |
| チーフ・ベンダー(2)                                                                    | フィラデルフィア・アスレチックス                                                                                       | 13                 | 1913 | ラリー・チェニー | シカゴ・カブス | 11                 |
| ジャック・ベントリー フックス・ドース レッド・フェイバー ロイ・ミッチェル ジム・ショー | ワシントン・セネタース デトロイト・タイガース シカゴ・ホワイトソックス セントルイス・ブラウンズ ワシントン・セネタース | 4                  | 1914 | レッド・エイムズ(1) スリム・サリー(2) | シンシナティ・レッズ セントルイス・カージナルス | 6                  |
| カール・メイズ(1)                                                                      | ボストン・レッドソックス                                                                                               | 7                  | 1915 | トム・ヒューズ | ボストン・ブレーブス | 9                  |
| ボブ・ショーキー(1)                                                                    | ニューヨーク・ヤンキース                                                                                               | 8                  | 1916 | レッド・エイムズ(2) | セントルイス・カージナルス | 8                  |
| デーブ・ダンフォース                                                                   | シカゴ・ホワイトソックス                                                                                               | 9                  | 1917 | スリム・サリー(3) | ニューヨーク・ジャイアンツ | 4                  |
| ジョージ・モグリッチ                                                                   | ニューヨーク・ヤンキース                                                                                               | 7                  | 1918 | フレッド・アンダーソン ウィルバー・クーパー ジョー・オシュガー フレッド・トニー | レッズ / ジャイアンツ | 3                  |
| アレン・ラッセル ジム・ショー ボブ・ショーキー(2)                                      | ヤンキース / レッドソックス ワシントン・セネタース ニューヨーク・ヤンキース                                            | 5                  | 1919 | オスカー・トゥエロ | セントルイス・カージナルス | 4                  |
| ディッキー・カー アーバン・ショッカー                                                  | シカゴ・ホワイトソックス セントルイス・ブラウンズ                                                                      | 5                  | 1920 | ビル・シャーデル(1) | セントルイス・カージナルス | 6                  |
| カール・メイズ(2) ジム・ミドルトン                                                     | ニューヨーク・ヤンキース デトロイト・タイガース                                                                        | 7                  | 1921 | ルー・ノース | セントルイス・カージナルス | 7                  |
| サム・ジョーンズ                                                                       | ニューヨーク・ヤンキース                                                                                               | 8                  | 1922 | クラウド・ジョナルド(1) | ニューヨーク・ジャイアンツ | 5                  |
| アレン・ラッセル                                                                       | ワシントン・セネタース                                                                                                 | 9                  | 1923 | クラウド・ジョナルド(2) | ニューヨーク・ジャイアンツ | 5                  |
| フィルッポ・マーベリー(1)                                                              | ワシントン・セネタース                                                                                                 | 15                 | 1924 | ジェイク・メイ | シンシナティ・レッズ | 6                  |
| フィルッポ・マーベリー(2)                                                              | ワシントン・セネタース                                                                                                 | 15                 | 1925 | ガイ・ブッシュ(1) ジョニー・モリソン(1) | シカゴ・カブス ピッツバーグ・パイレーツ | 4                  |
| フィルッポ・マーベリー(3)                                                              | ワシントン・セネタース                                                                                                 | 22                 | 1926 | チック・デービース | ニューヨーク・ジャイアンツ | 6                  |
| ガーランド・ブラクストン ウィルシー・ムーア(1)                                         | ワシントン・セネタース ニューヨーク・ヤンキース                                                                        | 13                 | 1927 | ビル・シャーデル(2) | セントルイス・カージナルス | 6                  |
| ウェイト・ホイト                                                                       | ニューヨーク・ヤンキース                                                                                               | 8                  | 1928 | ハル・ハイド ビル・シャーデル(3) | セントルイス・カージナルス | 5                  |
| フィルッポ・マーベリー(4)                                                              | ワシントン・セネタース                                                                                                 | 11                 | 1929 | ガイ・ブッシュ(2) ジョニー・モリソン(2) | シカゴ・カブス ブルックリン・ロビンス | 8                  |
| レフティ・グローブ                                                                     | フィラデルフィア・アスレチックス                                                                                       | 9                  | 1930 | ハイ・ベル | セントルイス・カージナルス | 8                  |
| ウィルシー・ムーア(2)                                                                  | ボストン・レッドソックス                                                                                               | 10                 | 1931 | ジャック・クイン(1) | ブルックリン・ロビンス | 15                 |
| フィルッポ・マーベリー(5)                                                              | ワシントン・セネタース                                                                                                 | 13                 | 1932 | ジャック・クイン(2) | ブルックリン・ドジャース | 8                  |
| ジャック・ラッセル(1)                                                                  | ワシントン・セネタース                                                                                                 | 13                 | 1933 | フィル・コリンズ | フィラデルフィア・フィリーズ | 6                  |
| ジャック・ラッセル(2)                                                                  | ワシントン・セネタース                                                                                                 | 7                  | 1934 | カール・ハッベル | ニューヨーク・ジャイアンツ | 8                  |
| ジャック・ノット                                                                       | セントルイス・ブラウンズ                                                                                               | 7                  | 1935 | ダッチ・レナード | ブルックリン・ドジャース | 8                  |
| パット・マローン                                                                       | ニューヨーク・ヤンキース                                                                                               | 9                  | 1936 | ディジー・ディーン | セントルイス・カージナルス | 11                 |
| クリント・ブラウン                                                                     | シカゴ・ホワイトソックス                                                                                               | 18                 | 1937 | メイス・ブラウン(1) クリフ・メルトン | ピッツバーグ・パイレーツ ニューヨーク・ジャイアンツ | 7                  |
| ジョニー・マーフィー(1)                                                                | ニューヨーク・ヤンキース                                                                                               | 11                 | 1938 | ディック・コフマン | ニューヨーク・ジャイアンツ | 12                 |
| ジョニー・マーフィー(2)                                                                | ニューヨーク・ヤンキース                                                                                               | 19                 | 1939 | ボブ・ボウマン クライド・ショーン | セントルイス・カージナルス | 9                  |
| アル・ベントン                                                                         | デトロイト・タイガース                                                                                                 | 17                 | 1940 | ジョー・ベッグス ジャンボ・ブラウン(1) メイス・ブラウン(2) | シンシナティ・レッズ ニューヨーク・ジャイアンツ ピッツバーグ・パイレーツ | 7                  |
| ジョニー・マーフィー(3)                                                                | ニューヨーク・ヤンキース                                                                                               | 15                 | 1941 | ジャンボ・ブラウン(2) | ニューヨーク・ジャイアンツ | 8                  |
| ジョニー・マーフィー(4)                                                                | ニューヨーク・ヤンキース                                                                                               | 11                 | 1942 | ヒュー・ケーシー | ブルックリン・ドジャース | 13                 |
| ゴードン・マルツバーガー(1)                                                            | シカゴ・ホワイトソックス                                                                                               | 14                 | 1943 | レス・ウェバー | ブルックリン・ドジャース | 10                 |
| ジョー・ベリー ジョージ・キャスター ゴードン・マルツバーガー(2)                        | フィラデルフィア・アスレチックス セントルイス・ブラウンズ シカゴ・ホワイトソックス                                     | 12                 | 1944 | エース・アダムズ(1) | ニューヨーク・ジャイアンツ | 13                 |
| ジム・ターナー                                                                         | ニューヨーク・ヤンキース                                                                                               | 10                 | 1945 | エース・アダムズ(2) アンディ・カール | ニューヨーク・ジャイアンツ フィラデルフィア・フィリーズ | 15                 |
| ボブ・クリンガー                                                                       | ボストン・レッドソックス                                                                                               | 9                  | 1946 | ケン・ラフェンスバーガー | フィラデルフィア・フィリーズ | 6                  |
| エド・カイルマン ジョー・ページ(1)                                                     | クリーブランド・インディアンス ニューヨーク・ヤンキース                                                                | 17                 | 1947 | ヒュー・ケーシー | ブルックリン・ドジャース | 18                 |
| ラス・クリストファー                                                                   | クリーブランド・インディアンス                                                                                         | 17                 | 1948 | ハリー・ガンバート | シンシナティ・レッズ | 17                 |
| ジョー・ページ(2)                                                                      | ニューヨーク・ヤンキース                                                                                               | 27                 | 1949 | テッド・ウィルクス(1) | セントルイス・カージナルス | 9                  |
| ミッキー・ハリス                                                                       | ワシントン・セネタース                                                                                                 | 15                 | 1950 | ジム・コンスタンティー | フィラデルフィア・フィリーズ | 22                 |
| エリス・カインダー(1)                                                                  | ボストン・レッドソックス                                                                                               | 14                 | 1951 | テッド・ウィルクス(2) | セントルイス・カージナルス | 13                 |
| ハリー・ドリッシュ                                                                     | シカゴ・ホワイトソックス                                                                                               | 11                 | 1952 | アル・ブラジル(1) | セントルイス・カージナルス | 16                 |
| エリス・カインダー(2)                                                                  | ボストン・レッドソックス                                                                                               | 27                 | 1953 | アル・ブラジル(2) | セントルイス・カージナルス | 18                 |
| ジョニー・セイン                                                                       | ニューヨーク・ヤンキース                                                                                               | 22                 | 1954 | ジム・ヒューズ | ブルックリン・ドジャース | 24                 |
| レイ・ナーレスキー                                                                     | クリーブランド・インディアンス                                                                                         | 19                 | 1955 | ジャック・マイヤー | フィラデルフィア・フィリーズ | 16                 |
| ジョージ・ズビリンク                                                                   | ボルチモア・オリオールズ                                                                                               | 16                 | 1956 | クレム・ラビン(1) | ブルックリン・ドジャース | 19                 |
| ボブ・グリム                                                                           | ニューヨーク・ヤンキース                                                                                               | 19                 | 1957 | クレム・ラビン(2) | ブルックリン・ドジャース | 17                 |
| ライン・ダレン                                                                         | ニューヨーク・ヤンキース                                                                                               | 20                 | 1958 | ロイ・フェイス(1) | ピッツバーグ・パイレーツ | 20                 |
| ターク・ローン                                                                         | シカゴ・ホワイトソックス                                                                                               | 15                 | 1959 | リンディ・マクダニエル(1) ドン・マクマホン | セントルイス・カージナルス ミルウォーキー・ブレーブス | 15                 |
| マイク・フォーニルス ジョニー・クリップステイン                                        | ボストン・レッドソックス クリーブランド・インディアンス                                                                | 14                 | 1960 | リンディ・マクダニエル(2) | セントルイス・カージナルス | 26                 |
| ルイス・アローヨ                                                                       | ニューヨーク・ヤンキース                                                                                               | 29                 | 1961 | ロイ・フェイス(2) ステュ・ミラー(1) | ピッツバーグ・パイレーツ サンフランシスコ・ジャイアンツ | 17                 |
| ディック・ラダッツ(1)                                                                  | ボストン・レッドソックス                                                                                               | 24                 | 1962 | ロイ・フェイス(3) | ピッツバーグ・パイレーツ | 28                 |
| ステュ・ミラー(2)                                                                      | ボルチモア・オリオールズ                                                                                               | 27                 | 1963 | リンディ・マクダニエル(3) | シカゴ・カブス | 22                 |
| ディック・ラダッツ(2)                                                                  | ボストン・レッドソックス                                                                                               | 29                 | 1964 | ハル・ウッデシック | ヒューストン・コルト45s | 23                 |
| ロン・クライン                                                                         | ワシントン・セネタース                                                                                                 | 29                 | 1965 | テッド・アバーナシー(1) | シカゴ・カブス | 31                 |
| ジャック・エイカー                                                                     | カンザスシティ・アスレチックス                                                                                         | 32                 | 1966 | フィル・リーガン(1) | ロサンゼルス・ドジャース | 21                 |
| ミニー・ロハス                                                                         | カリフォルニア・エンゼルス                                                                                             | 27                 | 1967 | テッド・アバーナシー(2) | シンシナティ・レッズ | 28                 |
| アル・ワージントン                                                                     | ミネソタ・ツインズ | 18                 | 1968 | フィル・リーガン(2) | ロサンゼルス・ドジャース シカゴ・カブス | 25                 |
| ロン・ペラノスキー(1)                                                                  | ミネソタ・ツインズ | 31                 | 1969 | フレッド・グラディング | ヒューストン・アストロズ | 29                 |
| ロン・ペラノスキー(2)                                                                  | ミネソタ・ツインズ | 34                 | 1970 | ウェイン・グレンジャー | シンシナティ・レッズ | 35                 |
| ケン・サンダース                                                                       | ミルウォーキー・ブルワーズ                                                                                             | 31                 | 1971 | デーブ・ジュスティ | ピッツバーグ・パイレーツ | 30                 |
| スパーキー・ライル                                                                     | ニューヨーク・ヤンキース                                                                                               | 35                 | 1972 | クレイ・キャロル | シンシナティ・レッズ | 37                 |
| ジョン・ヒラー                                                                         | デトロイト・タイガース                                                                                                 | 38                 | 1973 | マイク・マーシャル(1) | モントリオール・エクスポズ | 31                 |
| テリー・フォースター                                                                   | シカゴ・ホワイトソックス                                                                                               | 24                 | 1974 | マイク・マーシャル(2) | ロサンゼルス・ドジャース | 21                 |
| リッチ・ゴセージ(1)                                                                    | シカゴ・ホワイトソックス                                                                                               | 26                 | 1975 | ロウリー・イーストウィック(1) アル・ラボスキー | シンシナティ・レッズ セントルイス・カージナルス | 22                 |
| スパーキー・ライル                                                                     | ニューヨーク・ヤンキース                                                                                               | 23                 | 1976 | ロウリー・イーストウィック(2) | シンシナティ・レッズ | 26                 |
| ビル・キャンベル                                                                       | ボストン・レッドソックス                                                                                               | 31                 | 1977 | ローリー・フィンガーズ(1) | サンディエゴ・パドレス | 35                 |
| リッチ・ゴセージ(2)                                                                    | ニューヨーク・ヤンキース                                                                                               | 27                 | 1978 | ローリー・フィンガーズ(2) | サンディエゴ・パドレス | 37                 |
| マイク・マーシャル(3)                                                                  | ミネソタ・ツインズ | 32                 | 1979 | ブルース・スーター(1) | シカゴ・カブス | 37                 |
| リッチ・ゴセージ(3) ダン・クイゼンベリー(1)                                            | ニューヨーク・ヤンキース カンザスシティ・ロイヤルズ                                                                    | 33                 | 1980 | ブルース・スーター(2) | シカゴ・カブス | 28                 |
| ローリー・フィンガーズ(3)                                                              | ミルウォーキー・ブルワーズ                                                                                             | 28                 | 1981 | ブルース・スーター(3) | セントルイス・カージナルス | 25                 |
| ダン・クイゼンベリー(2)                                                                | カンザスシティ・ロイヤルズ                                                                                             | 35                 | 1982 | ブルース・スーター(4) | セントルイス・カージナルス | 36                 |
| ダン・クイゼンベリー(3)                                                                | カンザスシティ・ロイヤルズ                                                                                             | 45                 | 1983 | リー・スミス(1) | シカゴ・カブス | 29                 |
| ダン・クイゼンベリー(4)                                                                | カンザスシティ・ロイヤルズ                                                                                             | 44                 | 1984 | ブルース・スーター(5) | セントルイス・カージナルス | 45                 |
| ダン・クイゼンベリー(5)                                                                | カンザスシティ・ロイヤルズ                                                                                             | 37                 | 1985 | ジェフ・リアドン | モントリオール・エクスポズ | 41                 |
| デイブ・リゲッティ                                                                     | ニューヨーク・ヤンキース                                                                                               | 46                 | 1986 | トッド・ウォーレル | セントルイス・カージナルス | 36                 |
| トム・ヘンキー                                                                         | トロント・ブルージェイズ                                                                                               | 34                 | 1987 | スティーブ・ベドローシアン | フィラデルフィア・フィリーズ | 40                 |
| デニス・エカーズリー(1)                                                                | オークランド・アスレチックス                                                                                           | 45                 | 1988 | ジョン・フランコ(1) | シンシナティ・レッズ | 39                 |
| ジェフ・ラッセル                                                                       | テキサス・レンジャーズ                                                                                                 | 38                 | 1989 | マーク・デービス | サンディエゴ・パドレス | 44                 |
| ボビー・シグペン                                                                       | シカゴ・ホワイトソックス                                                                                               | 57                 | 1990 | ジョン・フランコ(2) | ニューヨーク・メッツ | 33                 |
| ブライアン・ハービー                                                                   | カリフォルニア・エンゼルス                                                                                             | 46                 | 1991 | リー・スミス(2) | セントルイス・カージナルス | 47                 |
| デニス・エカーズリー(2)                                                                | オークランド・アスレチックス                                                                                           | 51                 | 1992 | リー・スミス(3) | セントルイス・カージナルス | 43                 |
| ジェフ・モンゴメリー デュアン・ウォード                                                | カンザスシティ・ロイヤルズ トロント・ブルージェイズ                                                                    | 45                 | 1993 | ランディ・マイヤーズ(1) | シカゴ・カブス | 53                 |
| リー・スミス(4)                                                                        | ボルチモア・オリオールズ                                                                                               | 33                 | 1994 | ジョン・フランコ(3) | ニューヨーク・メッツ | 30                 |
| ホセ・メサ                                                                             | クリーブランド・インディアンス                                                                                         | 46                 | 1995 | ランディ・マイヤーズ(2) | シカゴ・カブス | 38                 |
| ジョン・ウェッテランド                                                                 | ニューヨーク・ヤンキース                                                                                               | 43                 | 1996 | ジェフ・ブラントリー トッド・ウォーレル | シンシナティ・レッズ ロサンゼルス・ドジャース | 44                 |
| ランディ・マイヤーズ(3)                                                                | ボルチモア・オリオールズ                                                                                               | 45                 | 1997 | ジェフ・ショウ | シンシナティ・レッズ | 42                 |
| トム・ゴードン                                                                         | ボストン・レッドソックス                                                                                               | 46                 | 1998 | トレバー・ホフマン(1) | サンディエゴ・パドレス | 53                 |
| マリアノ・リベラ(1)                                                                    | ニューヨーク・ヤンキース                                                                                               | 45                 | 1999 | ウーゲット・ウービナ | モントリオール・エクスポズ | 41                 |
| トッド・ジョーンズ デレク・ロウ                                                        | デトロイト・タイガース ボストン・レッドソックス                                                                        | 42                 | 2000 | アントニオ・アルフォンセカ | フロリダ・マーリンズ | 45                 |
| マリアノ・リベラ(2)                                                                    | ニューヨーク・ヤンキース                                                                                               | 50                 | 2001 | ロブ・ネン | サンフランシスコ・ジャイアンツ | 45                 |
| エディ・グアダード                                                                     | ミネソタ・ツインズ | 45                 | 2002 | ジョン・スモルツ | アトランタ・ブレーブス | 55                 |
| キース・フォーク                                                                       | オークランド・アスレチックス                                                                                           | 43                 | 2003 | エリック・ガニエ | ロサンゼルス・ドジャース | 55                 |
| マリアノ・リベラ(3)                                                                    | ニューヨーク・ヤンキース                                                                                               | 53                 | 2004 | アーマンド・ベニテス ジェイソン・イズリングハウゼン | フロリダ・マーリンズ セントルイス・カージナルス | 47                 |
| フランシスコ・ロドリゲス(1) ボブ・ウィックマン                                         | ロサンゼルス・エンゼルス クリーブランド・インディアンス                                                                | 45                 | 2005 | チャド・コルデロ | ワシントン・ナショナルズ | 47                 |
| フランシスコ・ロドリゲス(2)                                                            | ロサンゼルス・エンゼルス                                                                                               | 47                 | 2006 | トレバー・ホフマン(2) | サンディエゴ・パドレス | 46                 |
| ジョー・ボロウスキー                                                                   | クリーブランド・インディアンス                                                                                         | 45                 | 2007 | ホセ・バルベルデ(1) | アリゾナ・ダイヤモンドバックス | 47                 |
| フランシスコ・ロドリゲス(3)                                                            | ロサンゼルス・エンゼルス                                                                                               | 62                 | 2008 | ホセ・バルベルデ(2) | ヒューストン・アストロズ | 44                 |
| ブライアン・フエンテス                                                                 | ロサンゼルス・エンゼルス                                                                                               | 48                 | 2009 | ヒース・ベル | サンディエゴ・パドレス | 42                 |
| ラファエル・ソリアーノ                                                                 | タンパベイ・レイズ | 45                 | 2010 | ブライアン・ウィルソン | サンフランシスコ・ジャイアンツ | 48                 |
| ホセ・バルベルデ(3)                                                                    | デトロイト・タイガース                                                                                                 | 49                 | 2011 | ジョン・アックスフォード クレイグ・キンブレル(1) | ミルウォーキー・ブルワーズ アトランタ・ブレーブス | 46                 |
| ジム・ジョンソン(1)                                                                    | ボルチモア・オリオールズ                                                                                               | 51                 | 2012 | ジェイソン・モッテ クレイグ・キンブレル(2) | セントルイス・カージナルス アトランタ・ブレーブス | 42                 |
| ジム・ジョンソン(2)                                                                    | ボルチモア・オリオールズ                                                                                               | 50                 | 2013 | クレイグ・キンブレル(3) | アトランタ・ブレーブス | 50                 |
| フェルナンド・ロドニー                                                                 | シアトル・マリナーズ                                                                                                   | 48                 | 2014 | クレイグ・キンブレル(4) | アトランタ・ブレーブス | 47                 |
| ブラッド・ボックスバーガー                                                             | タンパベイ・レイズ | 41                 | 2015 | マーク・マランソン(1) | ピッツバーグ・パイレーツ | 51                 |
| ザック・ブリットン                                                                     | ボルチモア・オリオールズ                                                                                               | 47                 | 2016 | ジェウリス・ファミリア | ニューヨーク・メッツ | 51                 |
| アレックス・コロメ                                                                     | タンパベイ・レイズ | 47                 | 2017 | グレッグ・ホランド ケンリー・ジャンセン(1) | コロラド・ロッキーズ ロサンゼルス・ドジャース | 41                 |
| エドウィン・ディアス                                                                   | シアトル・マリナーズ                                                                                                   | 57                 | 2018 | ウェイド・デービス | コロラド・ロッキーズ | 43                 |
| ロベルト・オスーナ                                                                     | ヒューストン・アストロズ                                                                                               | 38                 | 2019 | カービー・イエーツ | サンディエゴ・パドレス | 41                 |
| ブラッド・ハンド                                                                       | クリーブランド・インディアンス                                                                                         | 16                 | 2020 | ジョシュ・ヘイダー | ミルウォーキー・ブルワーズ | 13                 |
| リアム・ヘンドリックス                                                                 | シカゴ・ホワイトソックス                                                                                               | 38                 | 2021 | マーク・マランソン(2) | サンディエゴ・パドレス | 39                 |
| エマヌエル・クラセ(1)                                                                  | クリーブランド・ガーディアンズ                                                                                         | 42                 | 2022 | ケンリー・ジャンセン(2) | アトランタ・ブレーブス | 41                 |
| エマヌエル・クラセ(2)                                                                  | クリーブランド・ガーディアンズ                                                                                         | 44                 | 2023 | デビッド・ベッドナー カミロ・ドバル | ピッツバーグ・パイレーツ サンフランシスコ・ジャイアンツ | 39                 |
| エマヌエル・クラセ(3)                                                                  | クリーブランド・ガーディアンズ                                                                                         | 47                 | 2024 | ライアン・ヘルズリー | セントルイス・カージナルス | 49                 |

- 2020年は60試合の短縮シーズン

## アメリカン・アソシエーション
| 年     | 選手                                                                                 | チーム                                                                                         | セーブ |
| ------ | ------------------------------------------------------------------------------------ | ---------------------------------------------------------------------------------------------- | ------ |
| 1882年 | エディ・フセルバック                                                                 | セントルイス・ブラウンストッキングス                                                           | 1      |
| 1883年 | ボブ・バー トニー・マレーン                                                          | ピッツバーグ・アルゲニーズ セントルイス・ブラウンズ                                            | 1      |
| 1884年 | オイスター・バーンズ フランク・マウンテン ハンク・オーデイ                           | ボルチモア・オリオールズ コロンバス・バックアイズ トレド・ブルーストッキングス                 | 1      |
| 1885年 | オイスター・バーンズ                                                                 | ボルチモア・オリオールズ                                                                       | 3      |
| 1886年 | ボーンズ・エリー デーブ・ファウツ ナット・ハドソン エド・モリス ジョー・シュトラウス | ルイビル・カーネルズ セントルイス・ブラウンズ ピッツバーグ・アルゲニーズ ルイビル・カーネルズ  | 1      |
| 1887年 | アドニス・テリー                                                                     | ブルックリン・グレイス                                                                         | 3      |
| 1888年 | ポップ・コークヒル ボブ・ギルクス トニー・マレーン                                   | シンシナティ・レッドストッキングス クリーブランド・ブルース シンシナティ・レッドストッキングス | 1      |
| 1889年 | トニー・マレーン                                                                     | シンシナティ・レッドストッキングス                                                             | 5      |
| 1890年 | ハーブ・グドール                                                                     | ルイビル・カーネルズ                                                                           | 4      |
| 1891年 | ビル・ダレー シンダース・オブライエン                                                | ボストン・レッズ                                                                               | 2      |

## フェデラル・リーグ
| 年     | 選手                 | チーム                 | セーブ |
| ------ | -------------------- | ---------------------- | ------ |
| 1914年 | ラス・フォード       | バッファロー・ブルース | 6      |
| 1915年 | ヒュー・ベディエント | バッファロー・ブルース | 10     |

## プレイヤーズ・リーグ
| 年     | 選手                                | チーム                                                 | セーブ |
| ------ | ----------------------------------- | ------------------------------------------------------ | ------ |
| 1890年 | ジョージ・ヘミング ハンク・オーデイ | クリーブランド/ブルックリン ニューヨーク・ジャイアンツ | 3      |

## ユニオン・アソシエーション
| 年     | 選手             | チーム                   | セーブ |
| ------ | ---------------- | ------------------------ | ------ |
| 1884年 | ビリー・テイラー | セントルイス・マルーンズ | 4      |

## 全米プロ野球選手協会（ナショナル・アソシエーション）
| 年     | 選手                                    | チーム                                                | セーブ |
| ------ | --------------------------------------- | ----------------------------------------------------- | ------ |
| 1871年 | ハリー・ライト                          | ボストン・レッドストッキングズ                        | 3      |
| 1872年 | チェロキー・フィッシャー ハリー・ライト | ボルチモア・カナリーズ ボストン・レッドストッキングズ | 1      |
| 1873年 | アルバート・スポルディング              | ボストン・レッドストッキングズ                        | 2      |
| 1874年 | ハリー・ライト                          | ボストン・レッドストッキングズ                        | 3      |
| 1875年 | アルバート・スポルディング              | ボストン・レッドストッキングズ                        | 8      |

## メジャー記録
- 最多記録
  - 2008年 フランシスコ・ロドリゲス 62S
    - 2002年 ジョン・スモルツ、2003年 エリック・ガニエ 55S（ナショナルリーグ最多記録）

- セーブ王最少記録（1969年セーブ制定以降）
  - 1974年 マイク・マーシャル 21S
    - 1976年 スパーキー・ライル 23S（短縮シーズンを除いた、セーブ制定以降のアメリカンリーグ最少記録）

※ 短縮シーズンの2020年を除く
- 両リーグ セーブ王
  - ジャック・パウェル 1901年（ナショナルリーグ）、1902年・1903年（アメリカンリーグ）
  - ステュ・ミラー 1961年（ナショナルリーグ）、1963年（アメリカンリーグ）
  - マイク・マーシャル 1973年・1974年（ナショナルリーグ）、1979年（アメリカンリーグ）
  - ローリー・フィンガーズ 1977年・1978年（ナショナルリーグ）、1981年（アメリカンリーグ）
  - リー・スミス 1983年・1991年・1992年（ナショナルリーグ）、1994年（アメリカンリーグ）
  - ランディ・マイヤーズ 1993年・1995年（ナショナルリーグ）、1997年（アメリカンリーグ）
  - ホセ・バルベルデ 2007年・2008年（ナショナルリーグ）、2011年（アメリカンリーグ）
    - その他、20世紀以降に複数球団でセーブ王を獲得した者にレッド・エイムズ、スリム・サリー、カール・メイズ、ジョニー・モリソン、ウィルシー・ムーア、テッド・アバーナシー、リッチ・ゴセージ、ブルース・スーター、ジョン・フランコ、マーク・マランソン、ケンリー・ジャンセン等

### 受賞回数上位者
| 選手                   | 回数 | 年度                         |
| ---------------------- | ---- | ---------------------------- |
| エド・ウォルシュ       | 5    | 1907, 1908, 1910, 1911, 1912 |
| フィルッポ・マーベリー | 5    | 1924, 1925, 1926, 1929, 1932 |
| ブルース・スーター     | 5    | 1979, 1980, 1981, 1982, 1984 |
| ダン・クイゼンベリー   | 5    | 1980, 1982, 1983, 1984, 1985 |
| キッド・ニコルズ       | 4    | 1891, 1895, 1897, 1898       |
| モーデカイ・ブラウン   | 4    | 1908, 1909, 1910, 1911       |
| ジョニー・マーフィー   | 4    | 1938, 1939, 1941, 1942       |
| リー・スミス           | 4    | 1983, 1991, 1992, 1994       |
| クレイグ・キンブレル   | 4    | 2011, 2012, 2013, 2014       |